# Internationale Luchthaven Yangon
De Internationale Luchthaven Yangon (Birmaans: ရန်ကုန်အပြည်ပြည်ဆိုင်ရာလေဆိပ်) is gelegen in Mingaladon, op 15 kilometer ten noorden van het centrum van Yangon. Het is de hoofdluchthaven van Myanmar en de op twee na grootste van het land.
Sinds mei 2007 beschikt de luchthaven over een nieuwe terminal, deze terminal kan 1.800 passagiers per uur afhandelen. Na deze bouw werd de nieuwe terminal in gebruik genomen voor internationale vluchten en de oude terminal wordt gebruikt voor binnenlandse vluchten. In juni 2011 maakte de overheid van Myanmar bekend de luchthaven met 40 procent te willen uitbeiden naar een capaciteit van 3,8 miljoen passagiers per jaar.

## Geschiedenis
De luchthaven is gebouwd op een voormalig vliegveld uit de Tweede Wereldoorlog in 1947 door de 'Calcutta Metropolitan Airports Authority'. Waar het eens het beste vliegveld was van Zuidoost-Azië viel het na enkele jaren in verval en was tientallen jaren verouderd en vervallen. Een programma gericht op modernisatie moest in 2003 een eind maken aan het verval en er weer een moderne luchthaven van maken. Een belangrijk onderdeel van deze vernieuwing was ook het voldoen aan de door de ICAO en IATA gestelde eisen.

## Luchtvaartmaatschappijen en bestemmingen

### Binnenlandse maatschappijen
| Maatschappij   | Bestemmingen |
| -------------- | --- |
| Air Bagan      | Bagan, Dawei, Heho, Kawthaung, Kalaymyo, Kyaing Tong, Lashio, Myeik, Mandalay, Myitkyina, Naypyidaw, Pathein, Putao, Sittwe, Tachilek, Thandwe, Phuket, Chiang Mai              |
| Air KBZ        | Bagan, Dawei, Hoamlin, Kalay, Kawthaung, Kyaing Tong, Lashio, Mandalay, Monywa, Myitkyina, Naypyitaw, Heho, Sittwe, Thandwe                                                     |
| Air Mandalay   | Dawei, Heho, Kawthoung, Mandalay, Myeik, Bagan, Sittway, Tachileik, Thandwe |
| Asian Wings    | Bagan, Dawei, Kawthaung, Kyaing Tong, Mandalay, Myeik, Heho, Tachilek |
| Myanma Airways | Dawei, Heho, Kawthaung, Kyaukphyu,Khanti, Kyaing Tong, Loikaw, Lashio, Mandalay, Mawlamyaing, Myeik, Myitkyina, Naypyitaw, Nyaung-U, Pathein, Putao, Sittwe, Tachileik, Thandwe |
| Yangon Airways | Bagan, Dawei, Heho, Kyaing Tong, Mandalay, Myeik, Myitkyina, Naypyidaw, Tachileik                                                                                               |

### Buitenlandse maatschappijen
| Maatschappijen             | Bestemming(en)        |
| -------------------------- | --------------------- |
| AirAsia                    | Bangkok, Kuala Lumpur |
| Asiana Airlines            | Incheon               |
| Air China                  | Beijing, Kunming      |
| Air India                  | Gaya Kolkata          |
| All Nippon Airways         | Tokio                 |
| Bangkok Airways            | Bangkok               |
| China Airlines             | Taipei                |
| China Eastern Airlines     | Kunming, Nanning      |
| China Southern Airlines    | Guangzhou             |
| EVA Air                    | Taipei                |
| Jetstar Asia Airways       | Singapore             |
| Korean Air                 | Seoul                 |
| Malaysia Airlines          | Kuala Lumpur          |
| Nok Air                    | Bangkok               |
| Qatar                      | Doha                  |
| Silk Air                   | Singapore             |
| Thai AirAsia               | Bangkok               |
| Thai Airways International | Bangkok               |
| Vietnam Airlines           | Hanoi, Ho Chi Minh    |

## Top bestemmingen[20]
|    | Bestemming              | Stoelen per week |
| -- | ----------------------- | ---------------- |
| 1  | Thailand, Bangkok (BKK) | 22.120           |
| 2  | Singapore, Singapore    | 14.656           |
| 3  | Maleisië, Kuala Lumpur  | 9.534            |
| 4  | Thailand, Bangkok (DMK) | 7.560            |
| 5  | Zuid-Korea, Seoul       | 4920             |
| 6  | Taiwan, Taipei          | 3000             |
| 7  | China, Kunming          | 2676             |
| 8  | China, Guangzhou        | 1942             |
| 9  | India, Gaya             | 1706             |
| 10 | Qatar, Doha             | 1540             |